# Gabriel Zwilling
Gabriel Zwilling, también conocido como Gabriel Didymus (Annaberg, de 1487-Torgau, 2 de mayo de 1558), fue un teólogo y reformador luterano.

## Biografía
Según un dudoso testimonio estudió primero en la Universidad Carolina de Praga, pero desde el año 1502 siguió sus estudios en Wittenberg, donde se unió a los agustinos. En 1502 se fundó la Leucorea, en la que profesaron muchos pensadores importantes.
Cuando en 1512 se matriculó en la universidad ya estaba en la orden y era compañero de Lutero en el monasterio. Al obtener su grado de bachiller, Baccalaureus  14 de octubre de 1516, fue enviado por Martín Lutero a Erfurt para continuar sus estudios allí, pero en el invierno siguiente regresó a Wittenberg y recibió su maestría el 14 de febrero de 1518. 
Nada más se sabe de él hasta que acometió el liderazgo entre los innovadores en el monasterio agustino en los tormentosos días de 1521. Subió al púlpito, manifestando un espíritu semejante al de Andreas Rudolph Bodenstein también llamado “Carlstadt”, provocando una gran sensación por su sermón del 6 de octubre, en el que durante varias horas arremetió contra la adoración y sacrificio de la hostia y las misas privadas, missa privata exigiendo que la eucaristía fuera servida en ambas especies y declarando que él nunca más diría misa. 
Su apelación tuvo éxito, pues el siguiente domingo la misa no se celebró en el monasterio, siguiendo el éxodo de los monjes. Hacia Navidad, Didymus comenzó a predicar la Reforma en Wittenberg. Fue a Eilenburg, donde vestido como laico predicó contra la antigua adoración, celebró la Cena en alemán, poniendo la copa y el pan en las manos de los comulgantes. 
El viernes 10 de enero de 1522, predicó en Wittenberg contra las imágenes y se atrevió incluso a denunciar desde el púlpito a Justus Jonas y Nikolaus von Amsdorf. Fue compañero de Carlstadt, pero también el primero en someterse al liderazgo de Lutero cuando éste regresó del castillo de Wartburg. 
Llamado a Altenburg por recomendación de Lutero el 17 de abril de 1522, se vio obligado a salir, tras unos pocos meses de útil servicio, a causa de los sucesos de Eilenburg, regresando a Düben. 
En la primavera de 1523 fue a Torgau, donde trabajó, respetado y defendido por Lutero. Se casó con la viuda, exconcejala y canciller de Federico III. el Hieronymus Rudelauf (alrededor de 1450-1523) de Frankenberg. La pareja tuvo un hijo, Paul Zwilling (1547-1581).  Mientras tanto había entrado en conflicto con las autoridades seculares, Mauricio de Sajonia por lo que fue depuesto en 1529, aunque continuó viviendo privadamente en Torgau y ejerció como capellán de la madre Catalina de Mecklemburgo y la esposa del elector Mauricio hasta su muerte.
En 1537 aparece su firma bajo los artículos de Esmalcalda, Schmalkaldische Artikel.